# Église Saint-Pierre de Bucilly
L'église Saint-Pierre de Bucilly est une église située à Bucilly, en France.

## Localisation
L'église est située sur la commune de Bucilly, dans le département de l'Aisne.

## Galerie

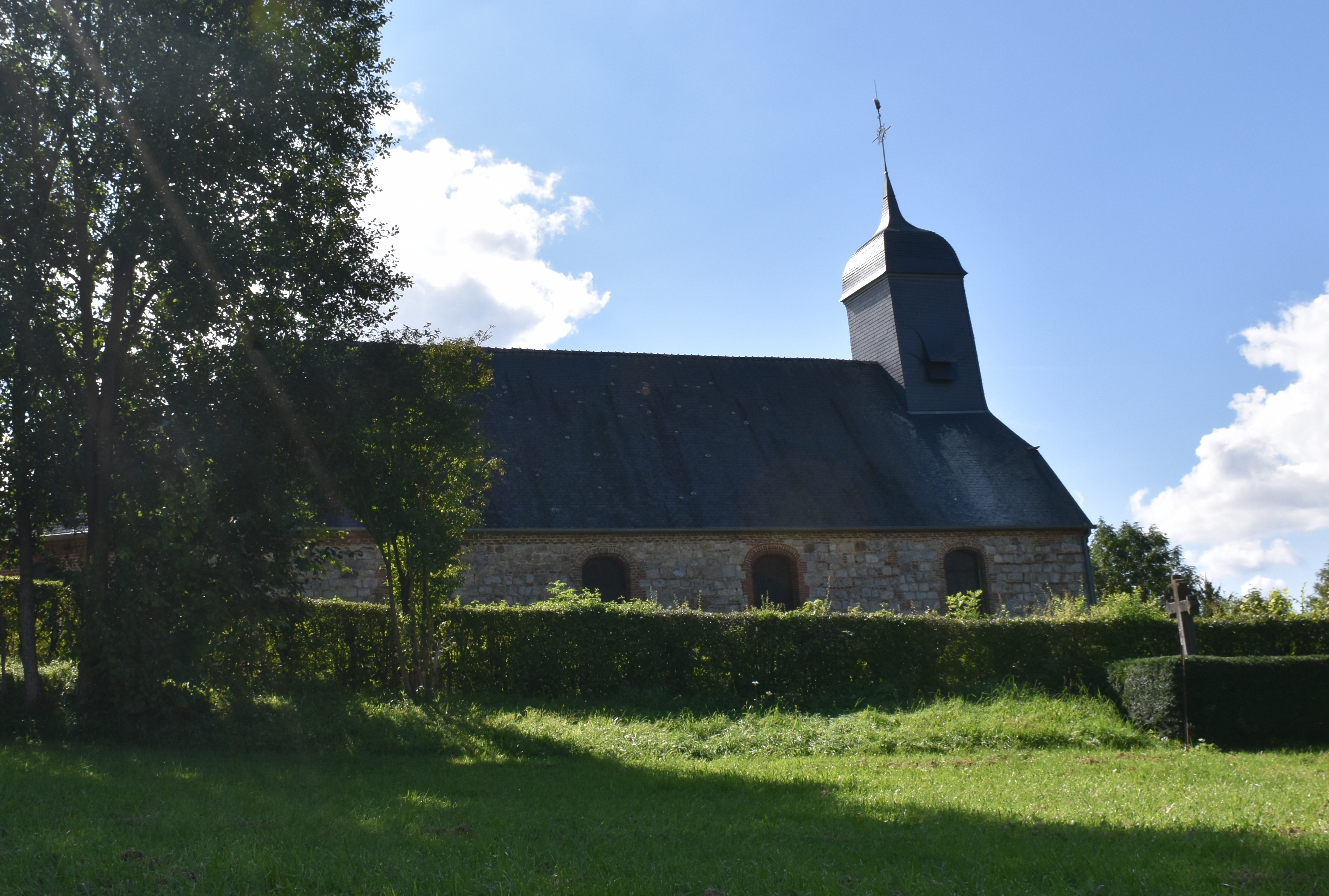
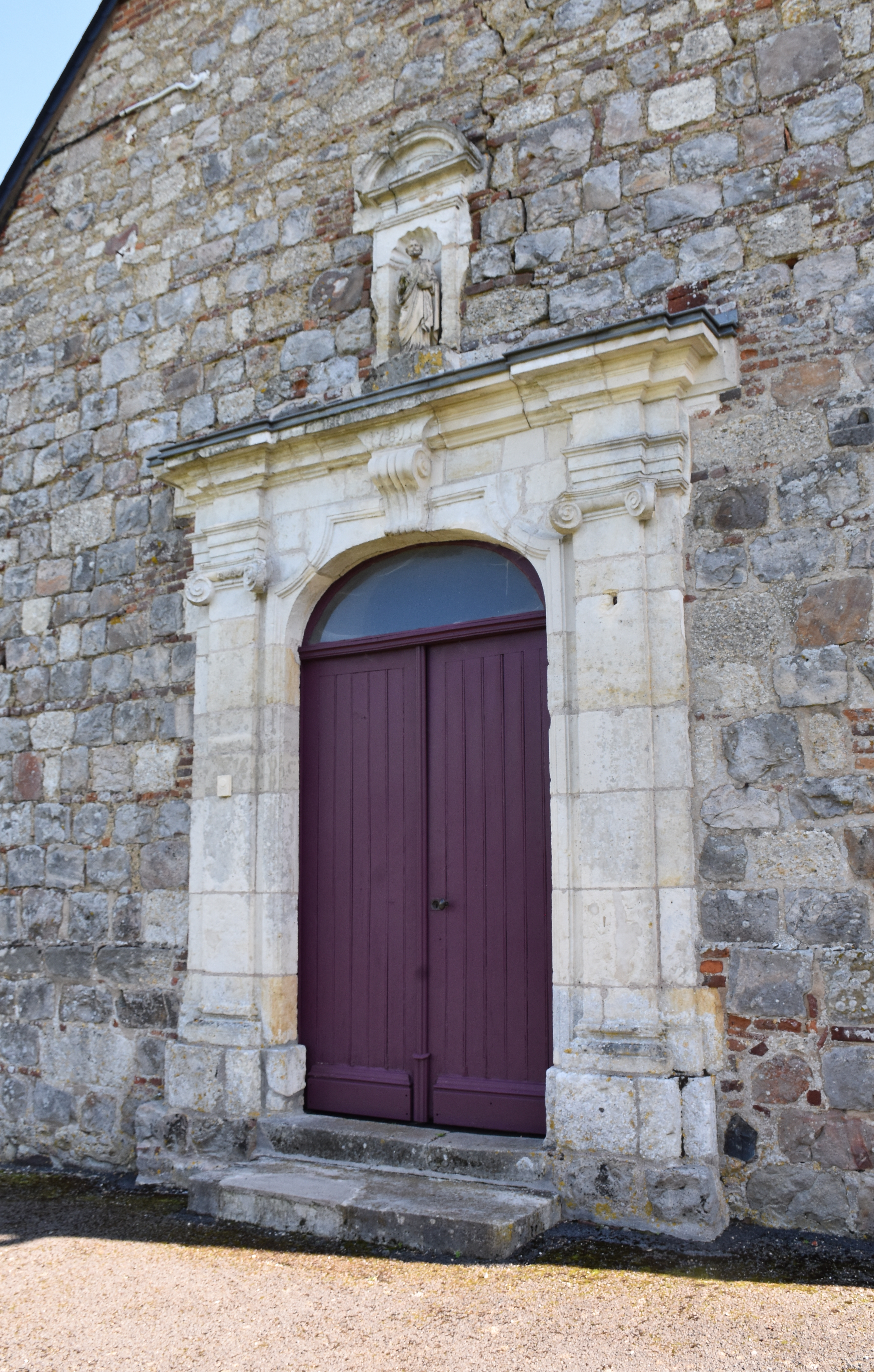
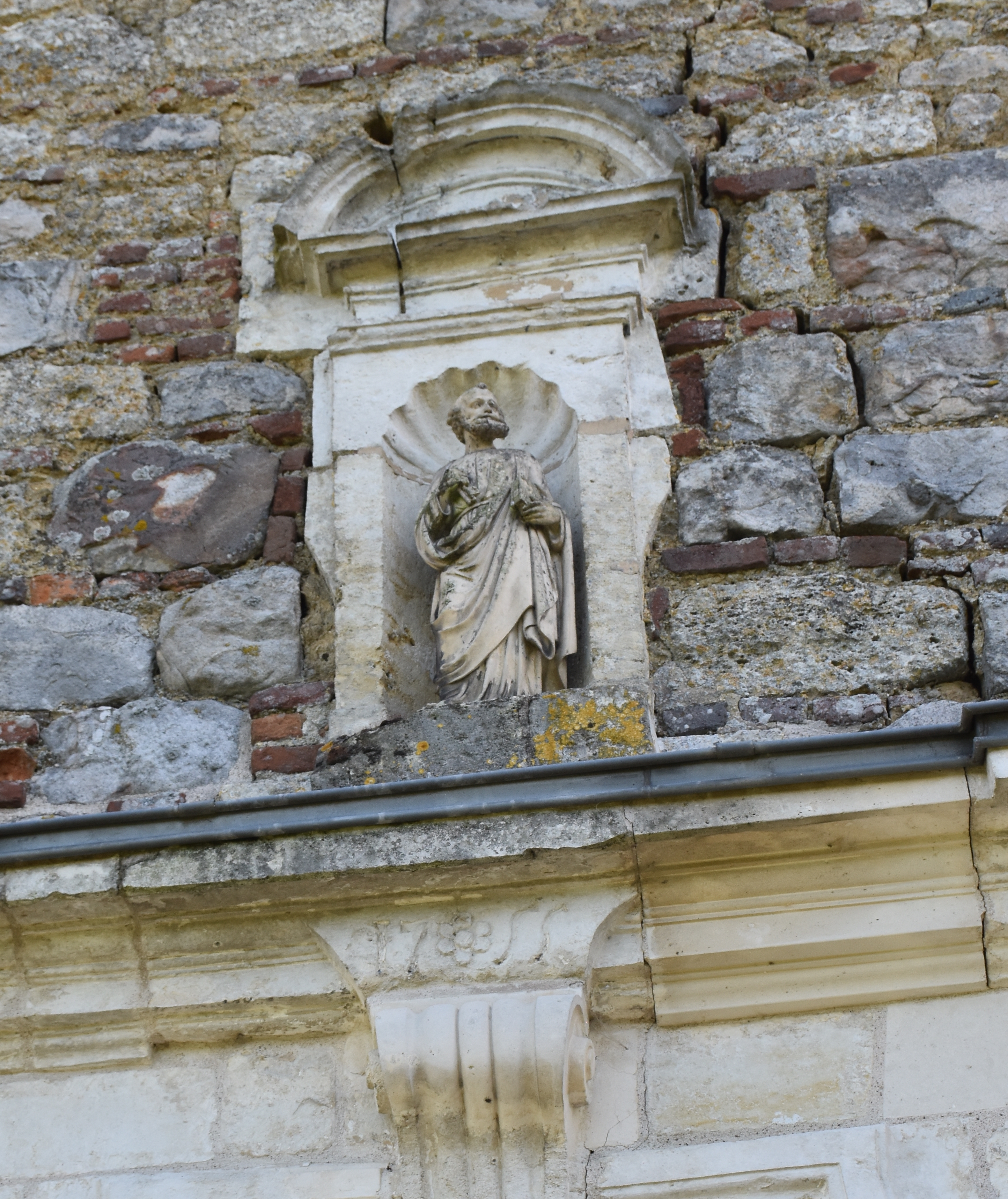
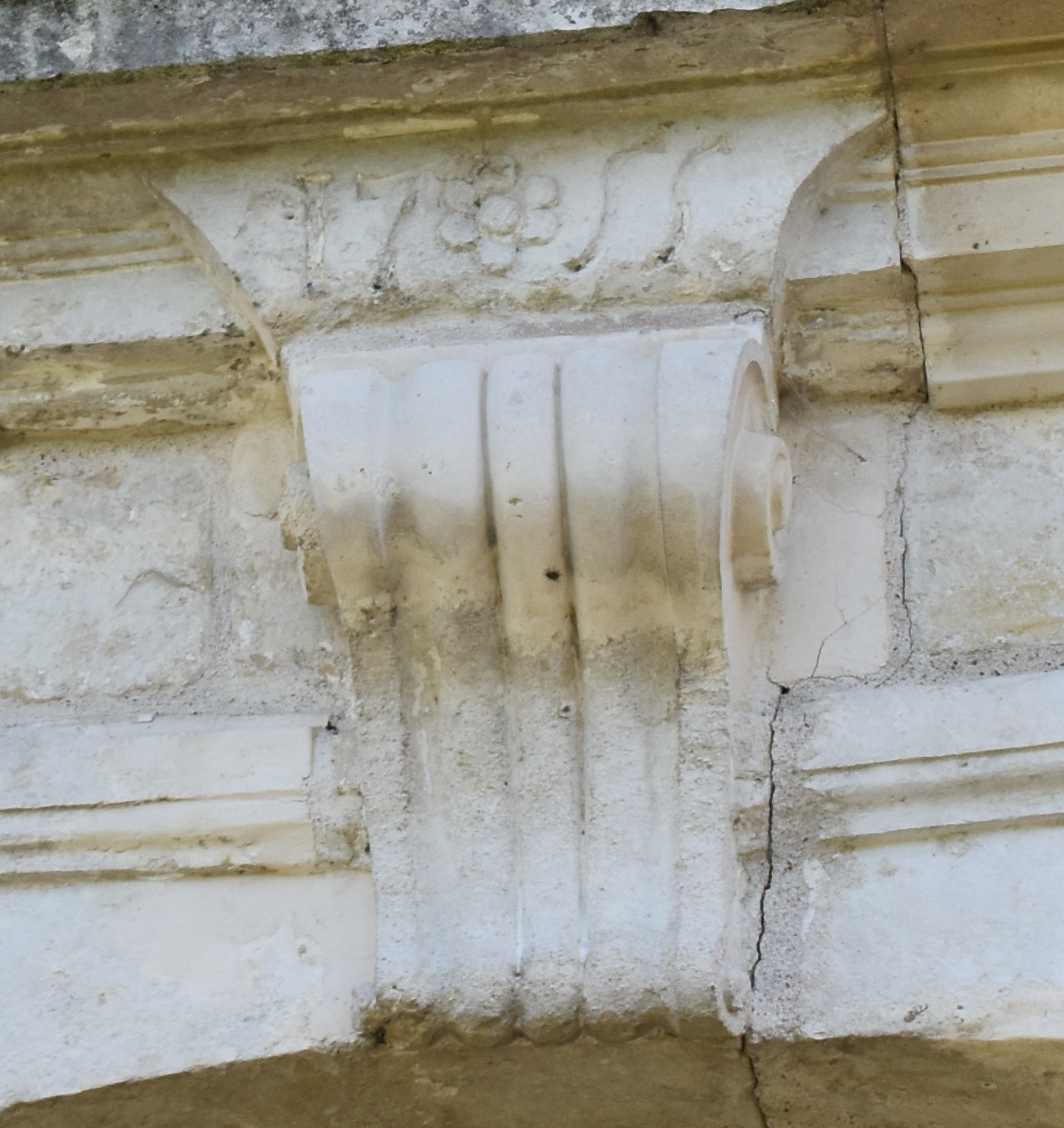
Clé de voûte datée de 1755.